# أرتور غارسيا
أرتور غارسيا (بالإسبانية: Arturo García Buhr)‏ هو ناقد سينمائي ومخرج وممثل أرجنتيني، ولد في 16 ديسمبر 1905 ببوينس آيرس في الأرجنتين، وتوفي بنفس المكان في 4 أكتوبر 1995.

## وصلات خارجية
- أرتور غارسيا على موقع IMDb (الإنجليزية)
- أرتور غارسيا على موقع ألو سيني (الفرنسية)
- أرتور غارسيا على موقع قاعدة بيانات الأفلام السويدية (السويدية)
- أرتور غارسيا على موقع قاعدة بيانات الفيلم (الإنجليزية)
- أرتور غارسيا على موقع كينوبويسك (الروسية)